# Rayo Vallecano (Frauenfußball)
Die Frauenfußballabteilung des Sportvereins Rayo Vallecano aus der spanischen Hauptstadt Madrid besteht seit 2000.

## Geschichte
Rayos Frauenteam stieg 2003 in die erste spanische Spielklasse auf und erlebte zwischen 2008 und 2011 eine Erfolgsphase mit drei Meistertiteln und einem Pokalsieg. In der UEFA Women’s Champions League erreichte es in den Spielzeiten 2010/11 und 2011/12 jeweils das Achtelfinale. In der Saison 2021/22 belegte Rayo Vallecano nach einer enttäuschenden Spielzeit nur den 16. und letzten Platz in der Meisterschaft und stieg somit nach 19 Jahren in der höchsten Spielklasse in die Segunda División ab.

## Erfolge
| Spanische Meisterschaft | (3×): | 2009, 2010, 2011 |
| Spanischer Pokal        | (1×): | 2008             |
| Trofeo Teresa Herrera   | (1×): | 2015             |

## Weblink
- Historia del Rayo Femenino. In: rayofemenino.com. 14. Februar 2017, abgerufen am 29. September 2018.